# Frente de Leningrado

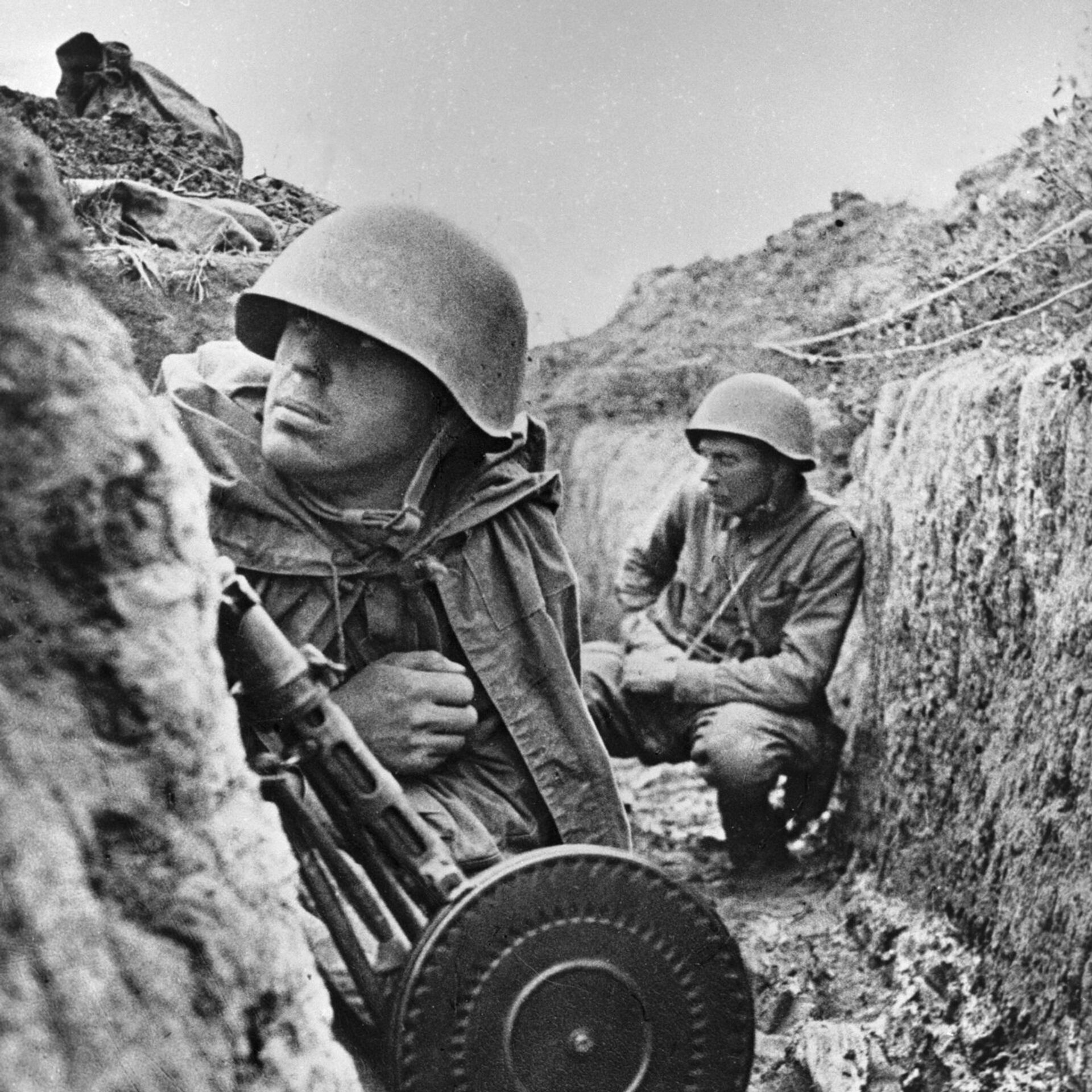
Soldados nas trincheiras da Frente de Leningrado antes de uma ofensiva.

A Frente de Leningrado (em russo:  Ленинградский фронт) foi formada durante a aproximação alemã de 1941 em Leningrado (hoje São Petersburgo ) dividindo a Frente Norte em Frente de Leningrado e Frente da Carélia em 27 de agosto de 1941.

## História
A Frente de Leningrado recebeu imediatamente a tarefa de conter o avanço alemão em direção a Leningrado e defender a cidade do Grupo de Exércitos Norte que se aproximava. Em setembro de 1941, as forças alemãs ao sul foram efetivamente detidas nos arredores de Leningrado, iniciando o cerco de dois anos e meio de Leningrado. Embora as forças finlandesas ao norte parassem na antiga fronteira finlandesa-soviética, a frente de Leningrado sofreu graves perdas na frente finlandesa . A partir de 8 de setembro, os soldados da frente foram obrigados a realizar operações em condições de bloqueio, com muito pouca oferta. Alguns suprimentos chegaram à cidade através do lago congelado, conhecido como Estrada da Vida.
Durante o bloqueio, a frente executou várias operações ofensivas e defensivas, até que, finalmente, com a ajuda da Frente Báltica e Frente Volkhov, o bloqueio foi levantado. A partir de junho de 1942, Leonid Govorov era o comandante da frente e, em junho de 1944, recebeu o título de marechal da União Soviética. Em janeiro de 1943, as forças da frente de Leningrado fizeram seus primeiros avanços nos anos em que tomaram a cidade de Shlisselburg das forças alemãs, restaurando assim as comunicações entre Leningrado e o resto do país. Em meados e final de janeiro de 1944, a frente de Leningrado, juntamente com a Frente Volkhov, a 1ª Frente Báltica e a 2ª Frente Báltica, repeliram o Grupo de Exércitos Norte e romperam o bloqueio de 28 meses. Vários dias depois, essas forças libertariam completamente todo o Oblast de Leningrado e o Oblast de Kalinin. Seis meses depois, a Frente de Leningrado assumiu a cidade de Narva.
Em 21 de abril de 1944, partes da frente de Leningrado foram interrompidas para criar a 3ª Frente Báltica. Em junho de 1944, a frente de Leningrado, juntamente com a frota do Báltico, realizou com sucesso a operação de Vyborg. Como resultado, a Finlândia mais tarde deixaria o lado alemão da guerra. De setembro a novembro de 1944, a frente participou da Ofensiva do Báltico, avançou na direção Narva - Tartu e depois em direção a Tallinn. Após a captura da Estônia continental, elementos da frente, juntamente com a frota do Báltico, participaram da recaptura do arquipélago de Moonsund . Estas foram as últimas operações ofensivas da frente. As forças da Frente de Leningrado foram então estacionadas na fronteira soviético-finlandesa e ao longo da costa do Báltico de Leningrado a Riga. Mais tarde, a frente de Leningrado foi reforçada com elementos da 2ª Frente Báltica, recentemente dissolvida. Estas forças estavam principalmente estacionadas perto da Curlândia, com a tarefa de conter o Grupo de Exércitos Alemão Curlândia, que continuaria a resistir às forças soviéticas até o fim da guerra na Europa.
Em 24 de junho de 1945, a frente de Leningrado foi reorganizada no Distrito Militar de Leningrado.

## Estrutura
Após a sua criação em agosto de 1941, a frente de Leningrado incluiu:
- 8º Exército
- 23º Exército
- 48º Exército
- Grupo operacional Koporye
- grupo operacional sul
- Grupo operacional Slutsk
- Frota do Báltico

Após 25 de novembro de 1942, a estrutura da frente de Leningrado aumentou constantemente, incluindo posteriormente:
| - 20th Army - 21st Army - 22nd Army - 42nd Army - 51st Army - 52nd Army - 54th Army(Until Oct 1944; then disbanded) - 55th Army(Aug 1941 - Dec 1943; then disbanded) - 59th Army - 67th Army | - 1st Shock Army - 2nd Shock Army - 4th Shock Army - 6th Guards Army - 10th Guards Army - 3rd Air Army - 13th Air Army - 15th Air Army |

## Comandantes
- tenente-general - Markian Popov (agosto-setembro de 1941);
- Marechal da União Soviética - Kliment Voroshilov (setembro de 1941);
- General do Exército - Georgy Zhukov (setembro-outubro de 1941);[2]
- Major General - Ivan Fedyuninski (outubro de 1941);
- Tenente-General - Mikhail Khozin (outubro de 1941 – junho de 1942);
- Marechal da União Soviética (em junho de 1944) - Leonid Govorov (junho de 1942 - julho de 1945).